# Obraz łaski

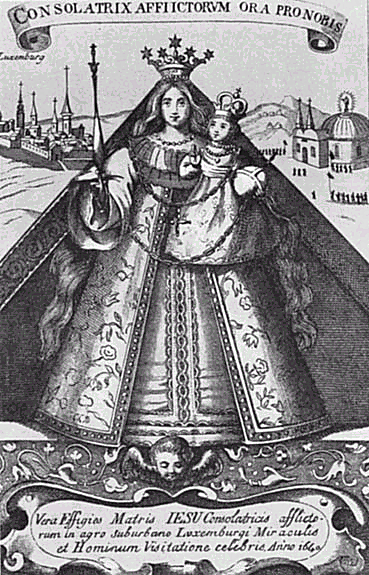
Obraz łaski z Kevelaer

Obraz łaski (lub obraz miłosierdzia) – malowana lub plastyczna reprezentacja świętego, przed którym wierni domagają się przyznania miłosierdzia od Boga. Przede wszystkim takie obrazy łaski są przedstawieniem Maryi, rzadziej dzieciątka Jezus.
Niektóre cudowne obrazy wiążą się z uzdrowieniami lub innymi wydarzeniami, uważanymi za cudowne, więc często są celem pielgrzymek. W takich przypadkach obraz Najświętszej Maryi Panny zwykle ma własną kaplicę. Figuratywne wizerunki Matki Bożej i Dzieciątka Jezus często zawierają również pozłacane korony i cenne szaty.
Opowieść o indywidualnych wizerunkach miłosierdzia wiąże się często z legendarnymi narracjami o ich odkryciu, zniszczeniu, rozboju lub złym traktowaniu. W historii obrazów łaski w ogóle należy zauważyć, że zyskały one od późnego średniowiecza na szczególnej jakości. Pojedyncze obrazy – w sensie devotio moderna odgrywały coraz to większą rolę. Nadwyżki budżetowe w późnośredniowiecznych Niemczech były na pierwszym planie. Wyzysk Maryi i uwielbienie świętych wzbudziły krytykę między innymi Marcina Lutra i Jana Kalwina, i były czynnikiem, który doprowadził do reformacji.

## Znane obrazy miłosierdzia
Znane obrazy miłosierdzia znajdują się na przykład w kapeli, w Altötting, Kevelaer i w Werl (wszystkie w Niemczech). W kapeli klasztoru Paulinów na Jasnej Górze i w Częstochowie.

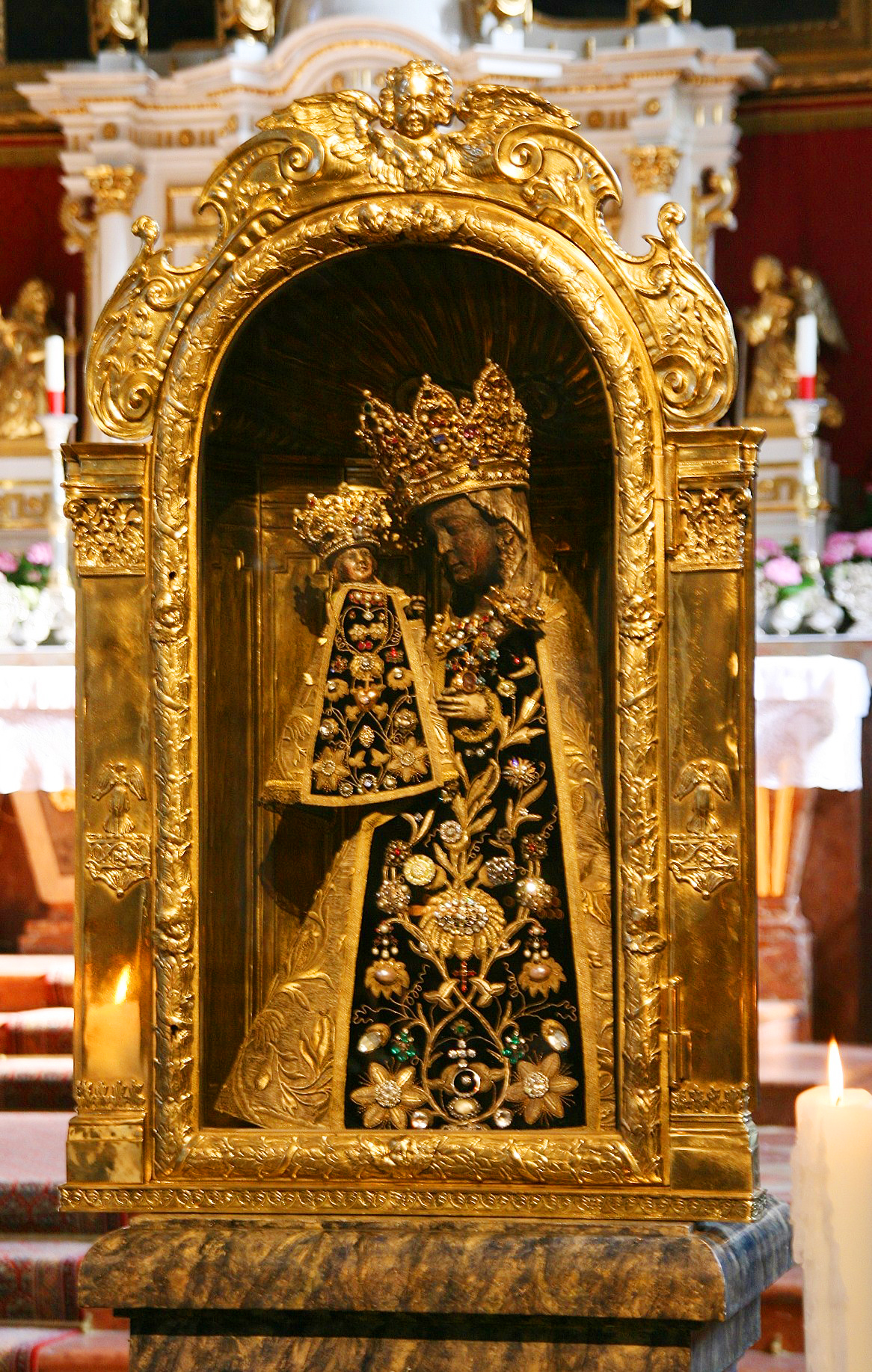
Czarna Madonna w kapeli świętej
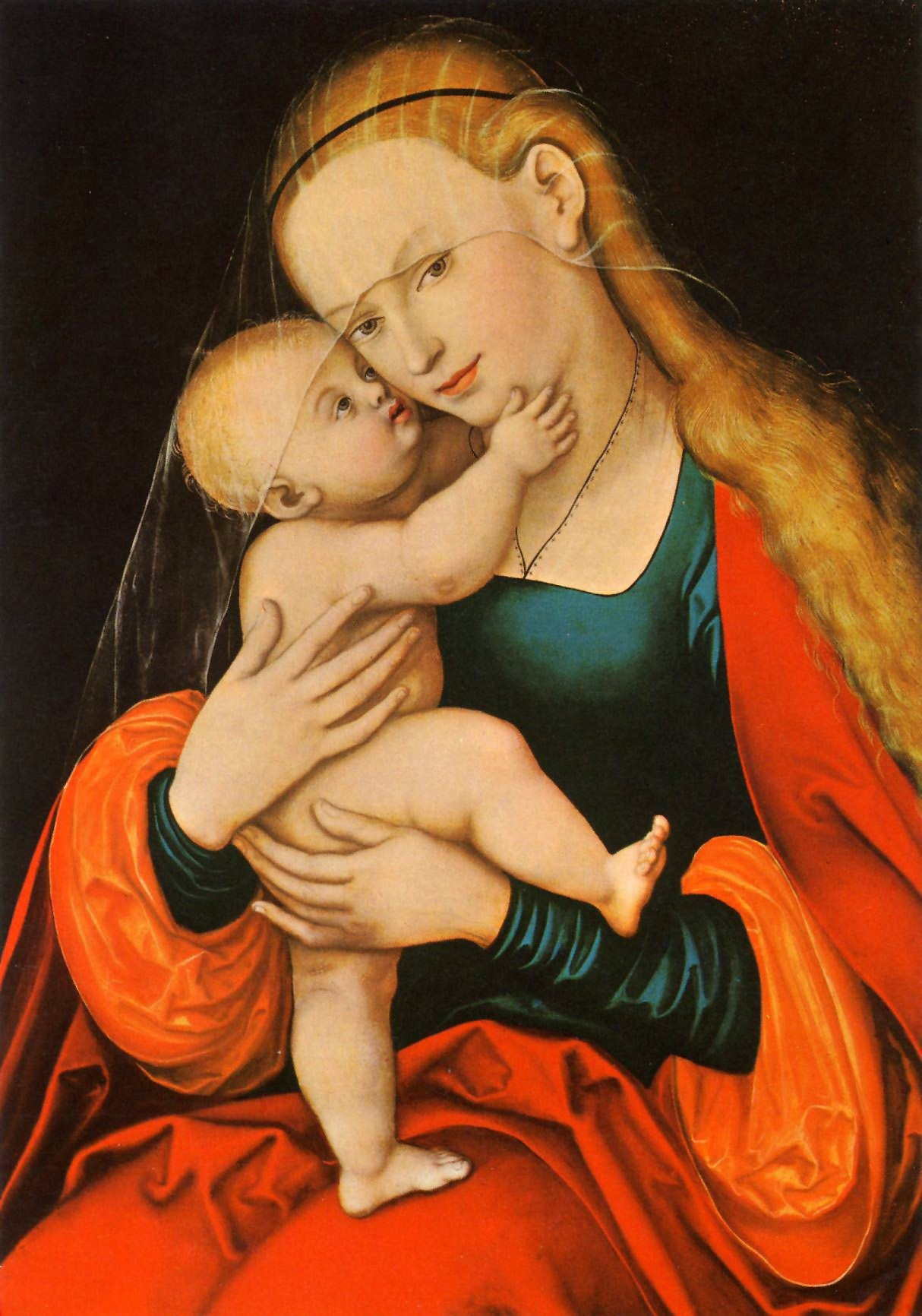
Maryja, pomoc chrześcijanom w katedrze świętego Jakuba, w Innsbrucku
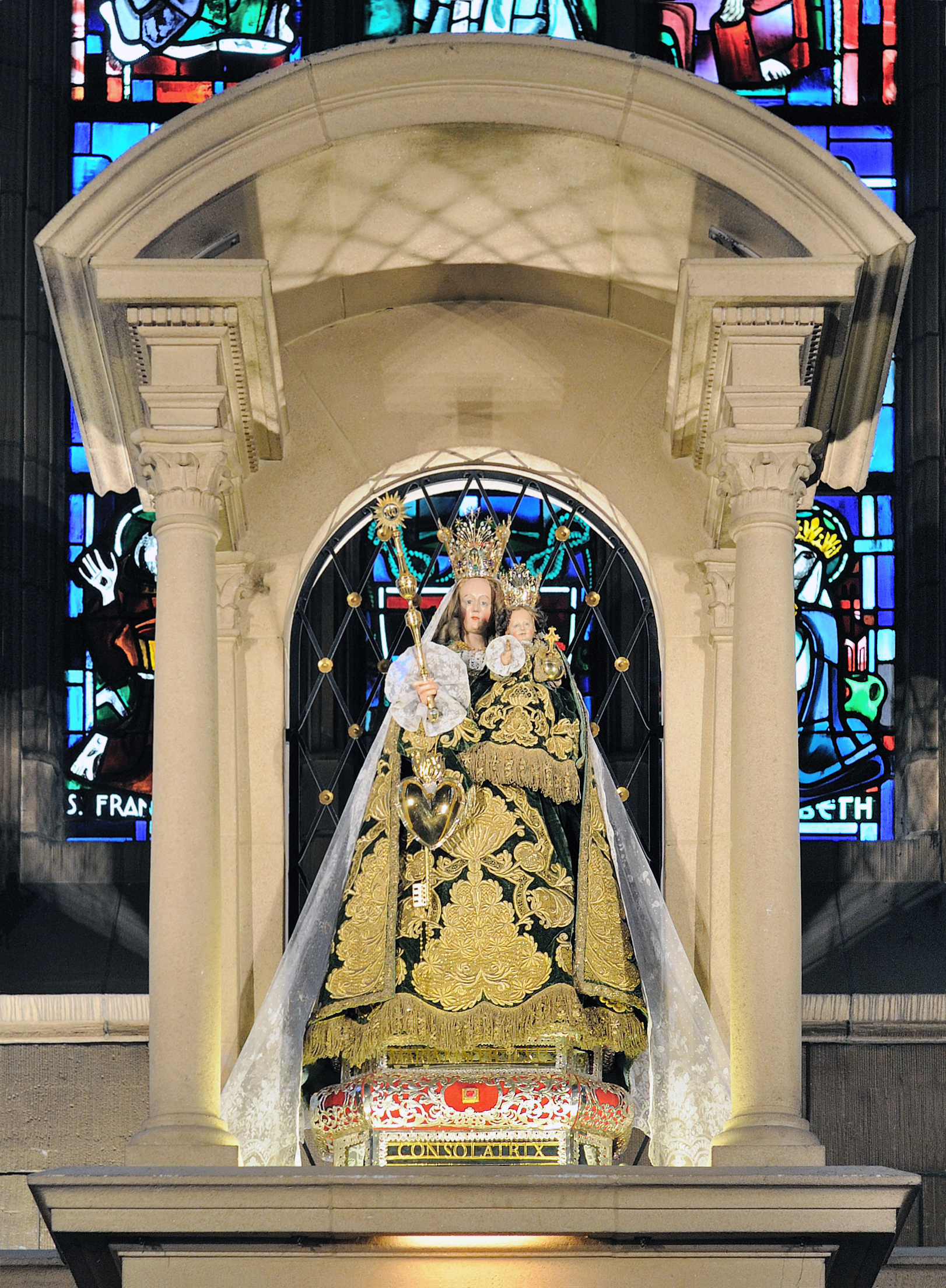
Pocieszycielka cierpiących w katedrze Notre Dame, w Luksemburgu
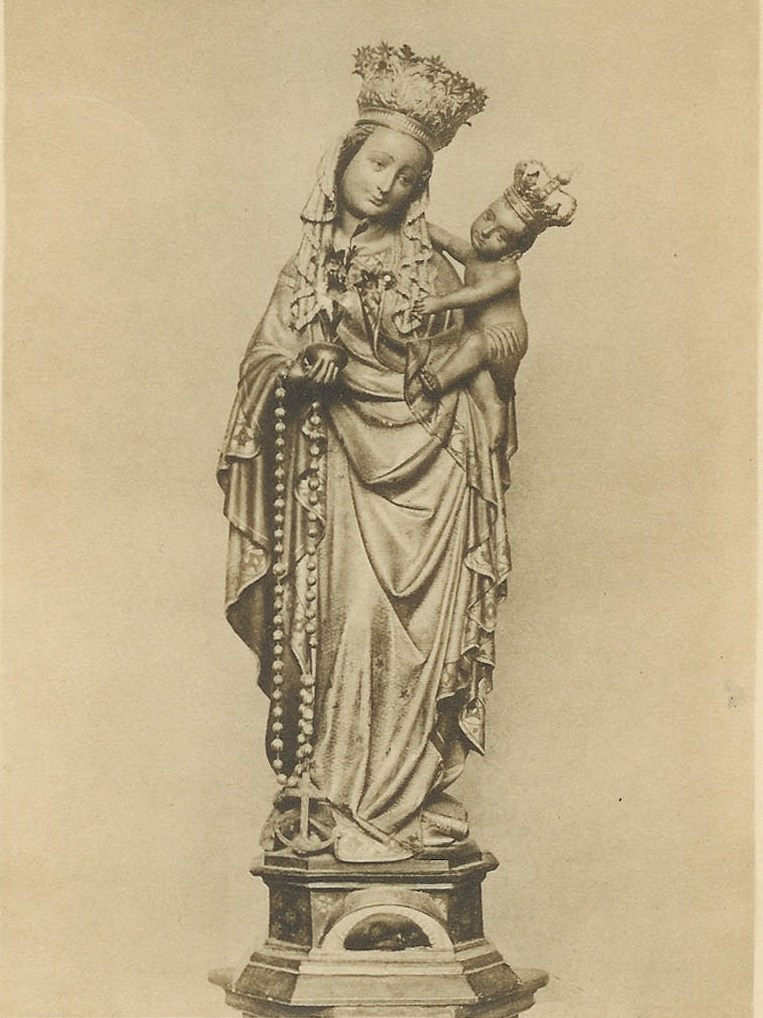
Maria, bogini morza, w Maastricht
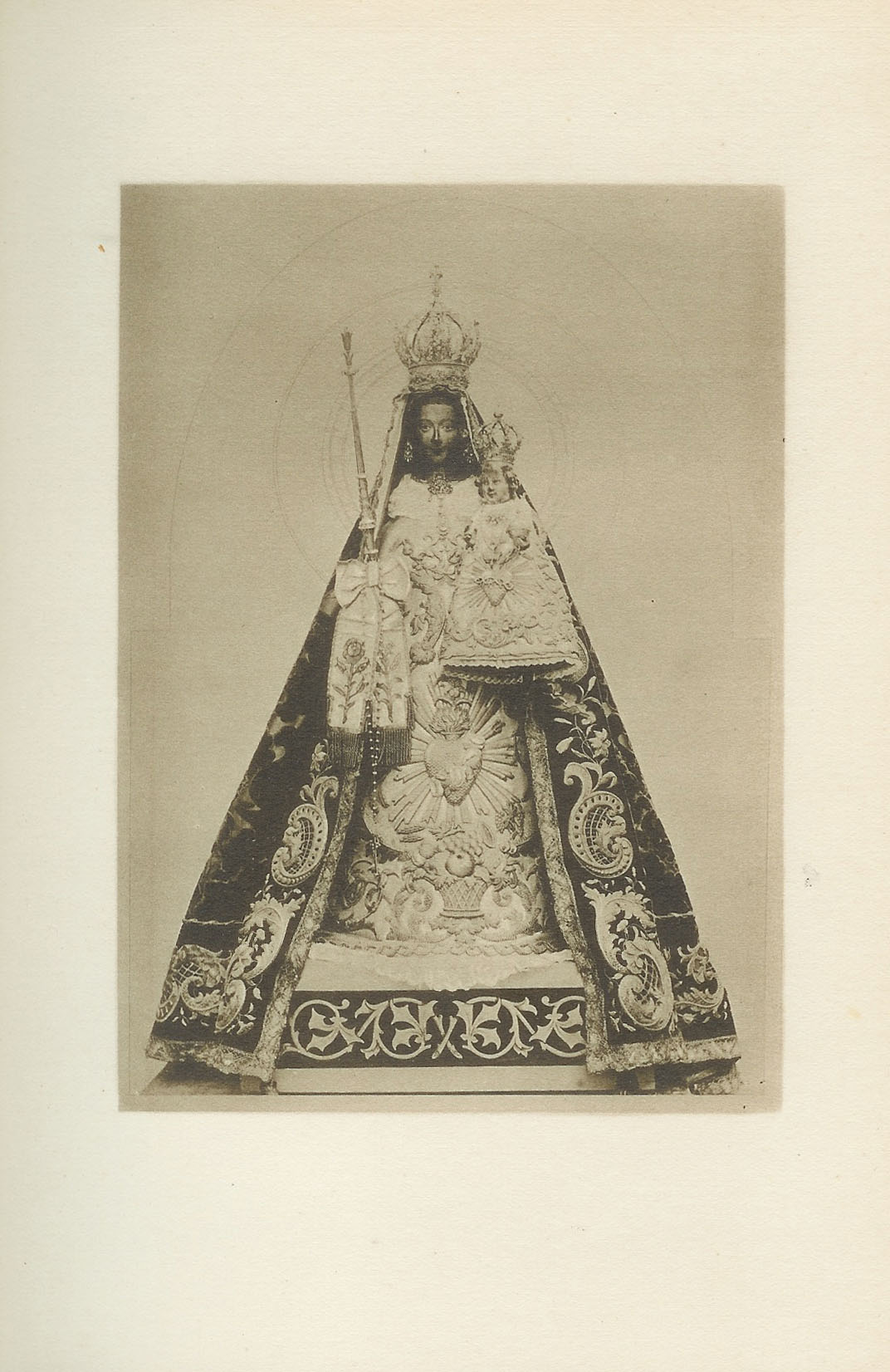
Słodka matka, w ’s-Hertogenbosch
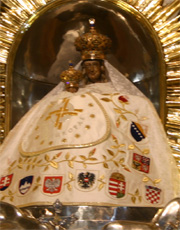
Wielka Matka Austrii w bazylice Mariazell
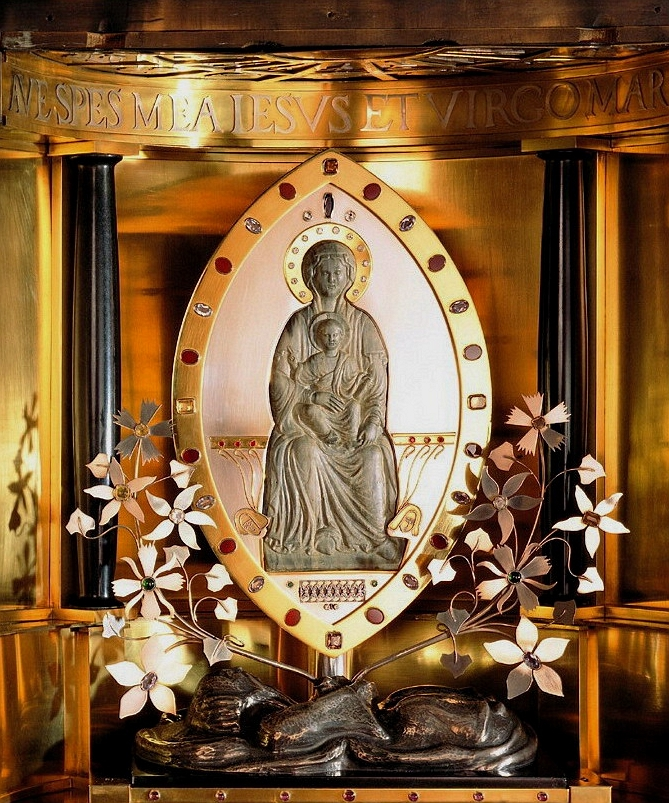
Nasza kochana Pani w bazylice Seckau
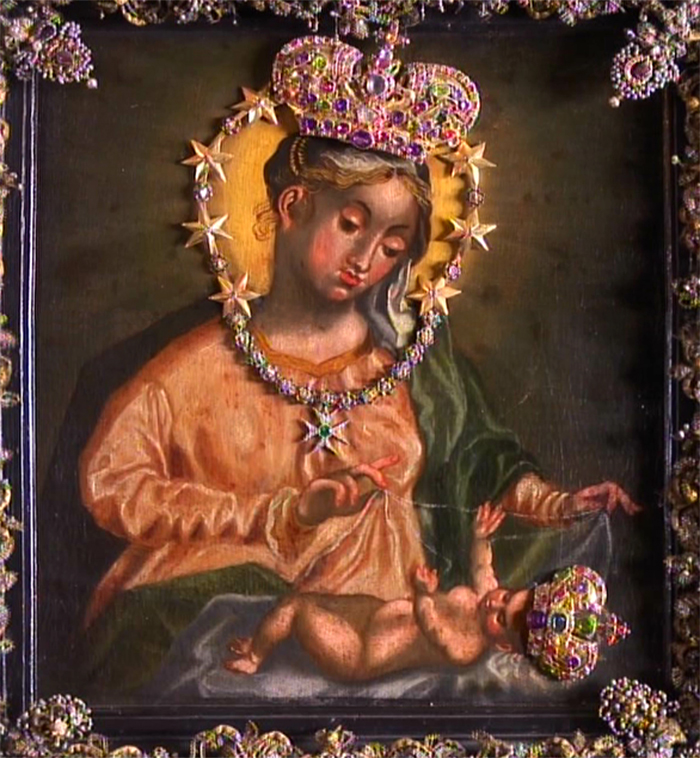
Obraz święty Marii Plain, w Salzburgu
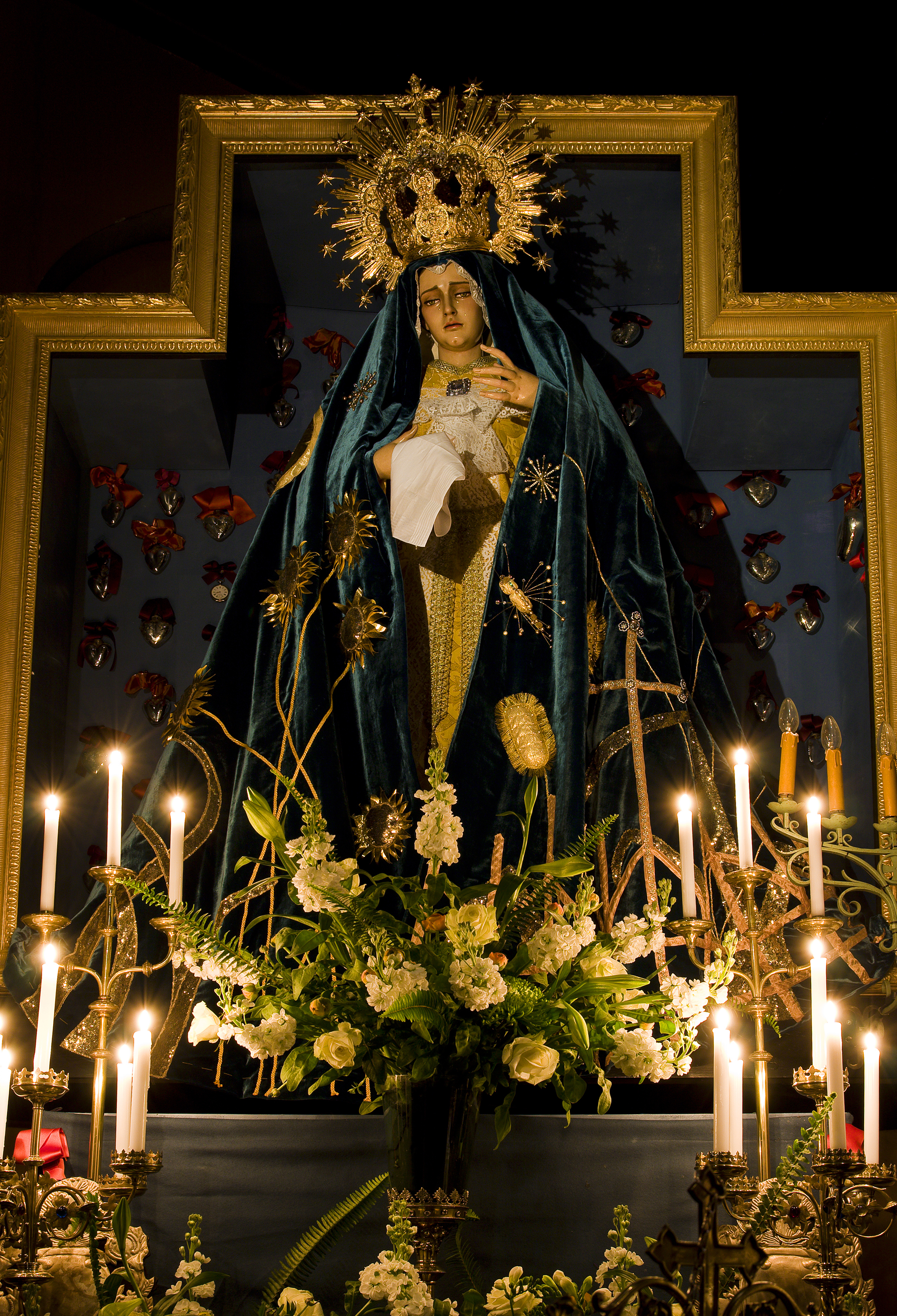
Matka bólu w Pustelni Naszej Matki Bożej, w zamkniętym ogrodzie, w Warfhuizen
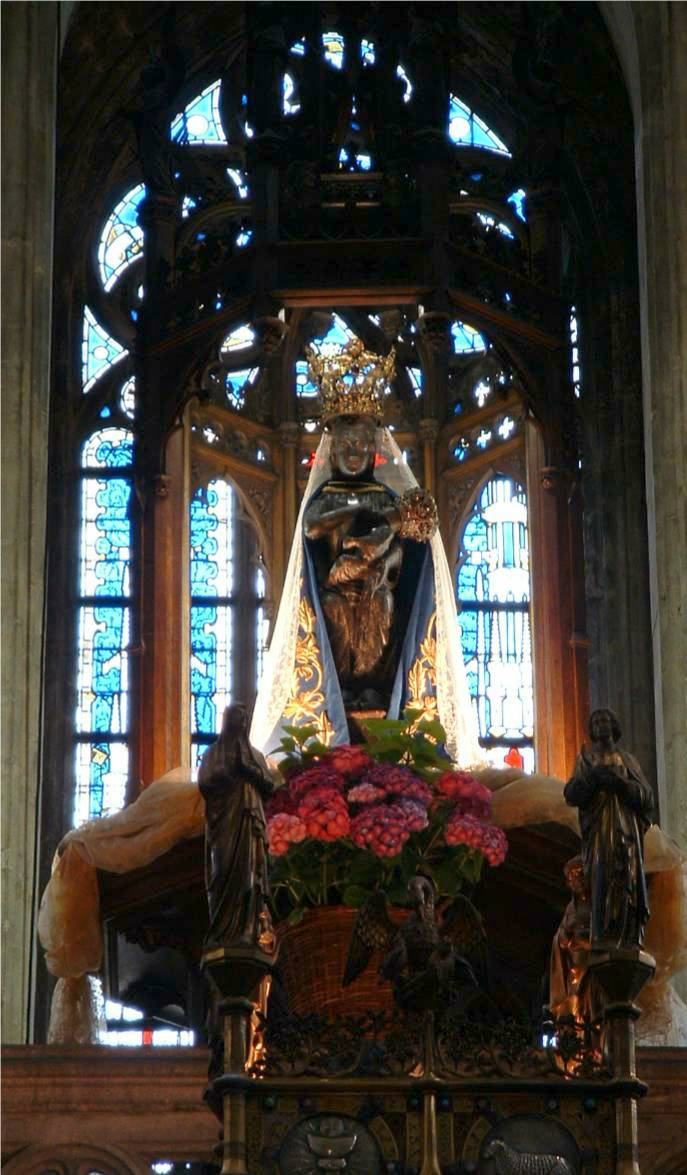
Matka Boża w Halle, w Belgii
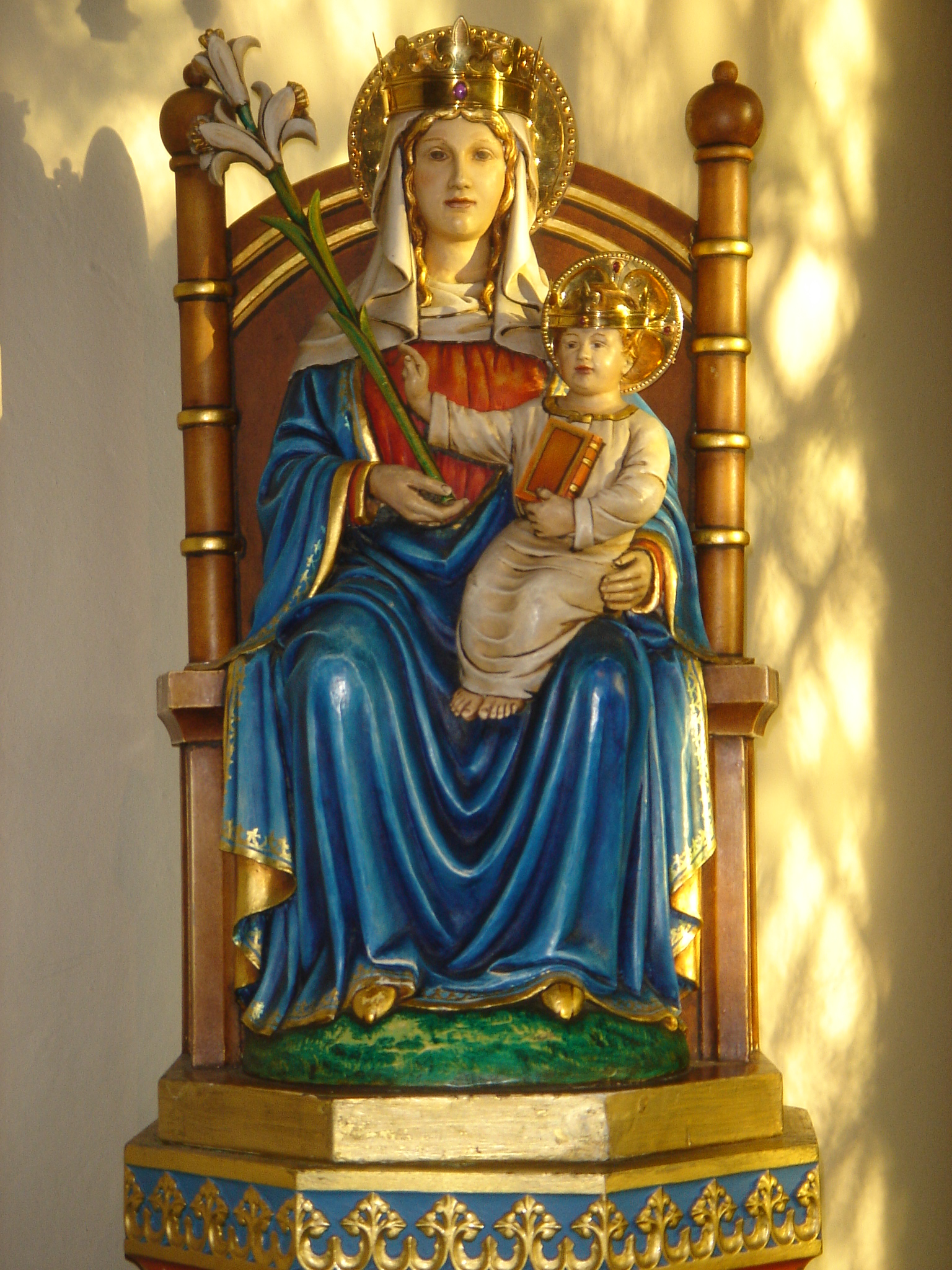
Nasza Pani z Walsingham
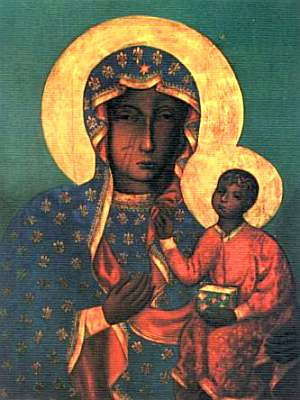
Obraz Matki Boskiej Częstochowskiej
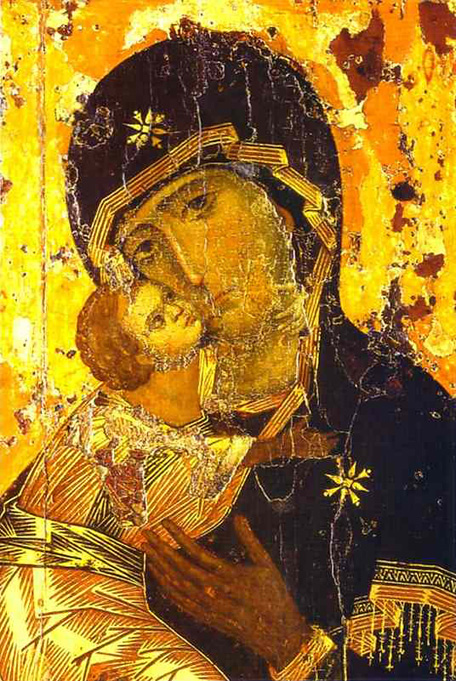
Matka Boża z Włodzimierza
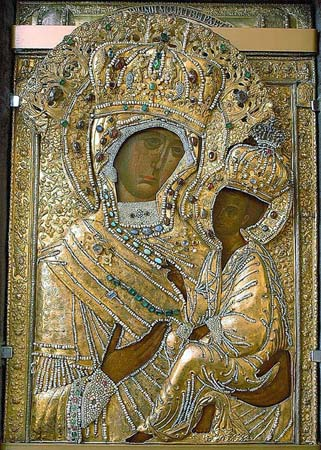
Matka Boża z Tichwina
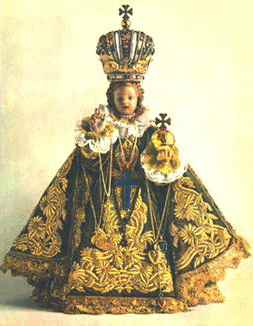
Dzieciątko Jezus z Pragi
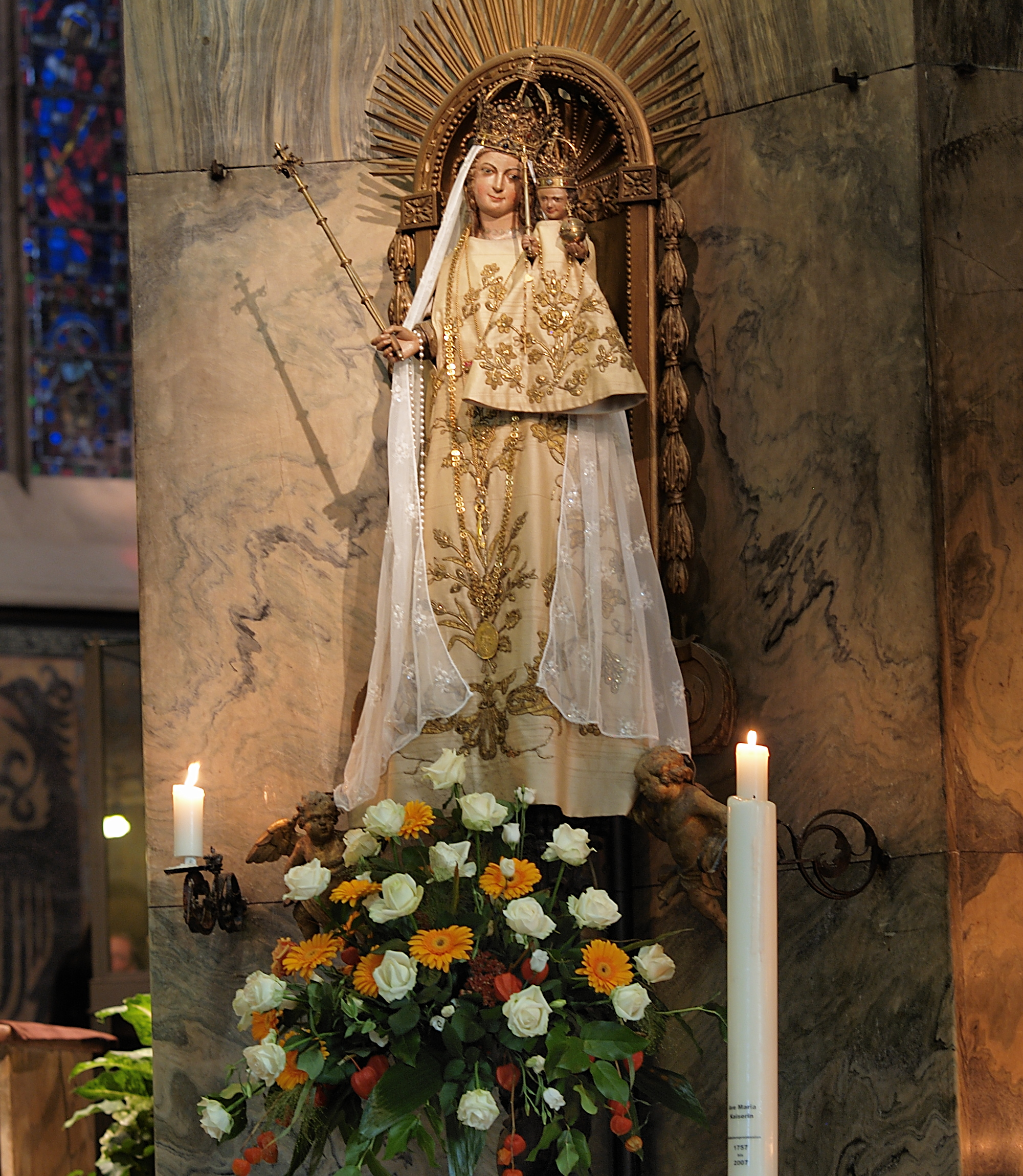
Obraz miłosierdzia w Akwizgranie

## Literatura
- Słowo kluczowe: Obrazy łaski w leksykonie sztuki, tom 2, Berlin 1981, strony 93–95 (niem.)